# Holm (Kreis Pinneberg)
 For alternative betydninger, se Holm. (Se også artikler, som begynder med Holm)
Holm er en by og en kommune i det nordlige Tyskland, beliggende i Amt Moorrege under Kreis Pinneberg. Kreis Pinneberg ligger i den sydlige del af delstaten Slesvig-Holsten.

## Geografi
I den østlige del af kommunen ligger det rekreative område Holmer Sandberge og vest for Holm begynder Elbmarsken.
Bundesstraße B 431 forbinder de nærmeste større byer, Uetersen mod nord og Wedel mod syd og Hamborgområdet mod sydøst.